# Vicia grandiflora
Жута грахорица (лат. Vicia grandiflora) је зељаста биљка из фамилије лептирњача (лат. Fabaceae). Назив рода Vicia у преводу значи ''грахорица'', а придев grandiflora у преводу значи ''великоцветна'' по чему се ова биљка и карактеристично препознаје.

## Опис
Једногодишња или приземљујућа вишегодишња биљка. Изданак је покривен маљама или може бити потпуно го, светло-зелене боје. Стабљика је при основи разгграната, висине од 30 до 60 центиметара, полуусправљена. На листовима се налази 2/3 до 7 пари танких листића, који су по облику веома разноврсни. Поред листова на стабљици се налазе и слабе, углавном разгранате рашљике, које су и карактеристичне за фамилију којој врста припада. Листићи на доњем лишћу су обрнуто јајасте до обрнуто срцасте форме, углавном испод 1 центиметар дужине, на врху често дубоко урезани с малобројним бочним нервима. Листићи на горњем лишћу су обрнуто јајасте до линеарне форме, дугачки 1 до 3 центиметра и широки од 2 до 8 милиметара, на врху заобљени, право пресечени или урезани с кратким шиљком и с око 12 бочних нерава. Залисци су мали, дуги од 3.5 до 4 милиметра, горњи јајасти и целог обода, док су доњи полукопљасти с малом нектаријом у доњем делу и назубљени. У пазуху самих листова налазе се углавном по 2 цвета, дужине од 2.5 до 3/3.5 центиметара. Цветна дршка је дугачка од 2 до 8 милиметара, а цветови у односу на стабљику штрче. Чашица је ваљкастог облика, чашична цев је дугачка од 7 до 8 милиметара. Чашични зупци су право, ланцетасто шиласти, видно краћи од чашичне цеви. Круница бледожута, специфично грађена из 3 дела: заставица (vexillum), крилца (alae) и чунић (carina). Крилца и врх чунића су љубичасте до зеленкасте боје; заставица је дугачка до 2 центиметра и исто толико широка, при врху благо урезана, гола. Крилца су двоструко дужа од чашице и дужа од чунића. Стубић је с унутрашње стране го, док је са спољашње стране прекривен длакама. Плод је махуна линеарно-пљоснате форме, дужине 3.5 до 5 центиметара и ширине од 6 до 8 милиметара. Док су незреле прекривене су длакама, а кад сазру су голе, црне и са слабо израженом мрежастом нерватуром. Семе је округло, спљоштено, дугачко од 3 до 3.5 милиметара, мрке боје с црним пегама; пупак је линеаран и обухвата 2/3 до 3/5 обима семена. Цвета у периоду од априла/маја до јуна. Чест начин опрашивања је и орнитофилија, али нема конкретних доказа да је семе након тога и даље одрживо. Поред орнитофилије заступљена је и ентомофилија, а опрашивачи су инсекти из родова Apis, Eucera, Anthophora, Andrena, Halictus.

## Станиште
Ова врста је типичан представник ливадских екосистема, среће се у усевима, на ивици шума, на запуштеним површинама, поред путева. Запажена је у многим биљним заједницама, као нпр. у асоцијацијама Festucetum vallesiacae, Poa angustifolia, Achillea collina, Quercetum confertae cerris serbicum,Quercetum montanum и др.

## Опште распрострањење
Ова врста је присутна у региону Југоисточне Европе, у пределу Кавказа, Мале Азије и Ирана. Заступљена је у свим државама некадашње Југославије и представља Централно-источносубмедитеранско-оријентално-западнопонтско-панонски флорни елеменат.

## Варијабилност врсте
1. Vicia grandiflora  var. biebersteniana -  листићи на лишћу 10 до 12 пута дужи но што су широки, линеарни. Заставица и чунић су углавном љубичасти или зеленкасти, ређе потпуно жути
2. Vicia grandiflora var. grandiflora - листићи на лишћу су само 1 до 3 пута дужи но што су широки, обрнуто срцасте до обрнуто јајасте форме, на врху могу, али не морају бити дубоко урезани
3. Vicia grandiflora var. kitaibeliana - листићи на лишћу су 3 до 5 пута дужи но што су широки, обрнуто јајасте до обрнуто срцасте форме;  горњи листићи линеарни до издужено линеарни с клинастом основом. Круница светложуте боје. Леђа заставице и врх чунића већином љубичасти или зеленкасти, ређе жућкасти[7]